# OverDrift Festival
OverDrift Festival es un videojuego de carreras desarrollado y publicado por OverDrift Crew para Windows. Fue lanzado el 22 de diciembre de 2022.

## Jugabilidad
En OverDrift el objetivo es conducir el coche a través de circuitos y pistas llenos de badenes, curvas cerradas y otros obstáculos que desafian incluso al conductor más hábil. El objetivo de este juego es llegar lo más lejos posible sin chocar contra nada ni girar y perder el control del vehículo.
Los coches disponibles en el juego tienen sus propias estadísticas y puntos fuertes, por lo que depende del jugador encontrar el que mejor se adapte a su estilo. Se puede mejorar el coche ganando carreras, comprando mejoras con el dinero ganado en dichas carreras o compitiendo en desafíos diarios. Se pueden agregar vehículos de todo el mundo a la colección y personalizar el coche.
Al igual que con el drifting en la vida real, este juego requiere un conjunto de habilidades diferente al de la mayoría de los juegos de carreras. En lugar de centrarse en la velocidad, OverDrift se centra en el control del tiempo y el ángulo. Se tiene que poder pisar los frenos en el momento justo para conseguir el ángulo que se desea: si se frena demasiado, perderás velocidad; si se frena muy poco, hará un trompo o saldrá de la pista por completo.
Hay eventos diferentes en los que se puede participar. Se pueden crear sus propios clubes y competir en estos festivales para poder ascender de rango y convertirse en el drifter definitivo. También se pueden organizar sus propios eventos de carreras y compartirlos con jugadores de todo el mundo. Las ganancias de estos festivales se recompensan con dinero para personalizar y mejorar los coches.
Se puede conducir el coche en todo tipo de lugares y condiciones climáticas, desde vías públicas hasta autopistas, zonas industriales, parques de drift, etc.